# Fürstenpredigt

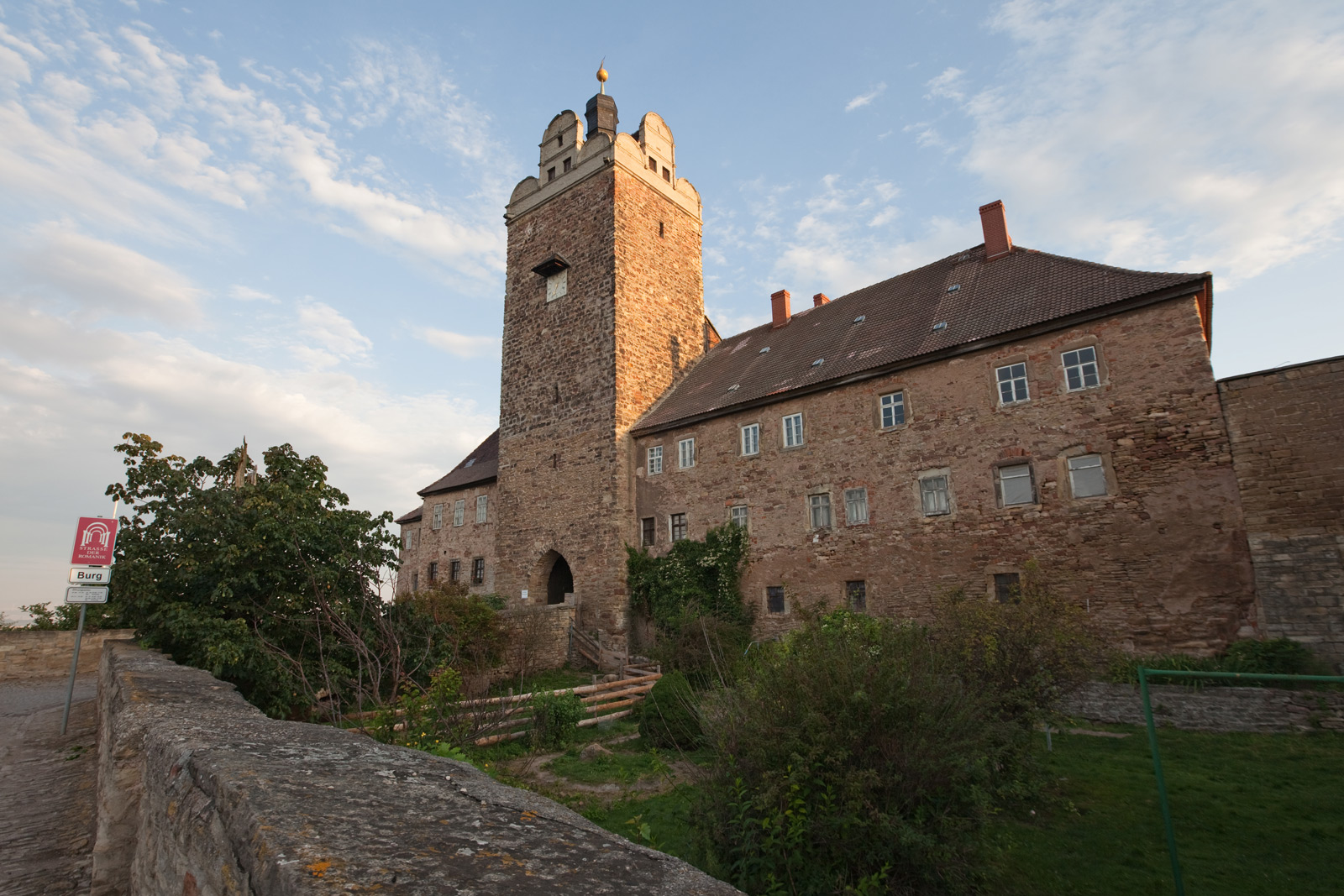
Burg und Schloss Allstedt

Die Fürstenpredigt wurde am 13. Juli 1524 von dem Theologen Thomas Müntzer auf Schloss Allstedt gehalten. 
Müntzer prangerte die Willkür der weltlichen und geistlichen Obrigkeit an und deren mangelnde Reformtätigkeit. Er erhebt das Volk vom einfachen Untertanen zu selbst bestimmenden Menschen. Die mittelalterliche Vorstellung der Ordnung, in der das Volk der weltlichen und geistlichen Obrigkeit bedingungslos Gehorsam leisten muss, wird aufgebrochen und durch eine neuzeitliche Auffassung ersetzt, in der den Menschen ein Widerstandsrecht gegeben wird, das sie bevollmächtigt, gegen Repressalien und erkennbare Missstände vorzugehen. Es kommt zu einer Umkehrung der bis dahin herrschenden Vorstellung von der Untertänigkeit der Menschen und markiert in diesem Aspekt einen Übergang vom Mittelalter zur Neuzeit.

## Historischer Hintergrund
Am Ende des 15. Jahrhunderts und zum Beginn des 16. Jahrhunderts vollzog sich ein gesellschaftlicher, politischer und religiöser Wandel im Heiligen Römischen Reich Deutscher Nation. Mithilfe des Konziliarismus, der im Spätmittelalter durch das abendländische Schisma entstanden war, gewann der Papst in Rom mehr Macht und konnte ausstehende Reformbeschlüsse abschwächen. Hingegen nahm die Bedeutung des Kaisers, das weltliche Oberhaupt und der Beschützer des Papsttums, immer mehr ab. Maximilian I. war es nicht möglich, die Landeshoheit der unzähligen weltlichen und geistlichen Fürsten einzuschränken. 
Der Großteil der Bevölkerung war in der Landwirtschaft tätig, und diese Bauern trugen die Last zur Erhaltung der Feudalgesellschaft und waren zu Abgaben – wie Steuern, Zölle, den Großen und Kleinen Zehnt – verpflichtet. Da die Bauern kaum noch in der Lage waren, diese Abgaben zu erwirtschaften, trieb es viele in die Leibeigenschaft. Hinzu kamen auch die eingeschränkte Nutzung der Allmende und die Pflicht, auf den klösterlichen Gütern zu arbeiten. Der Druck auf die Bauern erhöhte sich auch noch durch eine freiere Auslegung des mündlich überlieferten Grundrechts durch die Fürsten. Der Verkauf von Ablassbriefen stieg enorm, und die Kirche entwickelte neue Formen des Ablasses.
Gegen diesen Missstand und gegen die zögerliche Reformtätigkeit der Kirche lehnte sich der Augustinermönch Martin Luther auf. Mithilfe des Buchdrucks und seiner Bibelübersetzung wurde die Theologie noch stärker ein Teil des Alltags. Seine Anhängerschaft wuchs zusehends, und auch der aus Stolberg im Harz stammende Priester Thomas Müntzer wurde sein Bewunderer.

## Predigt auf dem Schloss Allstedt
Die sächsische Stadt Allstedt war zwischen März 1523 und August 1524 ein Zentrum der neuen reformatorischen Bewegungen geworden. Müntzer erreichte hier den Höhepunkt seines theologischen Schaffens, indem er die Messe in Deutsch einführte und eine deutsche Kirchenordnung schuf. Im Mittelpunkt dieser stand nun das gesprochene Wort, die Predigt. Am 13. Juli 1524 kamen der Herzog von Sachsen und spätere Kurfürst Johann der Beständige und sein Sohn und Nachfolger, Johann Friedrich, nach Allstedt, um im Schloss eine Predigt des Pfarrers zu hören. Diese wurde danach unter dem Namen „Außlegung des andern unterschyds Danielis, deß propheten, gepredigt auffm Schlos zu Alstet vor den tetigen, thewren herzcogen und vorstehern zu Sachssen durch Thomam Muntzer, diener des wordt gottes. Alstedt MDXXIIII“ von Nikolaus Widemar gedruckt und wurde bekannt unter dem Namen Die Fürstenpredigt. Zum Anfang seiner Predigt stellte Müntzer ein Kapitel aus der Bibel vor, das er vorher ins Deutsche übertrug. Dies verdeutlicht schon seine Intention, nämlich das Erreichen des gemeinen Volkes. Der Gottesdienst in Deutsch sollte es den Menschen erlauben, Gottes Wort und dessen Auslegung durch Müntzer nachzuvollziehen.

## Grundthema der Predigt
Zum Thema der Predigt wählte Müntzer den Traum des babylonischen Königs Nebukadnezar II. und dessen Auslegung durch den Propheten Daniel. „Im zweiten Jahr seiner Herrschaft hatte Nebukadnezar einen Traum, über den er so erschrak, dass er aufwachte“ (Dan. 2,1). Da der König sich an seinen Traum nicht mehr entsinnen konnte, ließ er alle Traumdeuter und Wahrsager von Babel zu sich rufen. Diese waren außerstande, ihm die Vision zu deuten. Nur Daniel gelang es mithilfe einer vorherigen Offenbarung Gottes, und er verkündete den Traum: Der König sah eine Statue, deren Haupt, Brust und Arme, Bauch und Lenden, Schenkel und Füße aus unterschiedlichen Materialien waren und vier verschiedene Reiche symbolisierten, die durch einen Stein, der die Macht Gottes darstellt, zerstört wurden. Aus Dankbarkeit über diese wahre Deutung fiel er vor Daniel nieder und dankte seinem Gott. Die Auswahl dieser Bibelstelle bot Müntzer die Möglichkeit, die Prophezeiung Gottes vom Ende der vier Reiche und dem Beginn des fünften, göttlichen Reiches auf seine Zeit zu beziehen und einen unmittelbaren Zusammenhang zwischen der Offenbarung Gottes und seiner eigenen Predigt herzustellen.

## Inhalt der Predigt

### Stärkung des gemeinen Mannes
Zu Anfang seiner eigentlichen Predigt stellt Müntzer eine Beschreibung der christlichen Missstände: Der „[...] armen, elenden, zurfallenden christenheyt […]“ sei nicht mehr zu helfen. Somit bezieht er sich auch auf die Prophezeiung Daniels, da das vierte Reich sich somit seinem Ende zuneigt. Ausgelöst wurde dies durch die geistliche Obrigkeit, die ihrer Rolle als Hüter der Schafe, der christlichen Gemeinschaft, nicht mehr nachkamen und es zuließen, dass aus Jesus Christus, der Sohn Gottes eine „[…] hanffpotze […]“, eine Vogelscheuche gemacht wurde. Jedoch zeigt Müntzer den Christen einen Ausweg aus dieser Entwicklung, welcher am Beispiel des Volkes Israel klar wird. Dieses hatte sich genauso wie die Zeitgenossen Müntzers vom wahren Glauben abgewendet und konnte erst durch Leiden den „[…] heiligen namen [Gottes] widder […]“ erkennen. Die Bezeichnung der Israeliten als auserwähltes Volk Gottes überträgt Müntzer auf seine Zeitgenossen, öffnet ihnen dadurch den gleichen Ausweg aus der Unordnung der Welt und stärkt ihre Rolle im göttlichen Heilsplan.
Schon in diesem ersten Teil wird deutlich, wie Müntzer die Offenbarungen Gottes dem gemeinen Volk näher bringt: Die bildhafte Ausdrucksweise und die einfache und verständliche deutsche Sprache helfen ihm, seine Vorstellungen und Argumente zu vermitteln. 
Nachdem Müntzer so die Identität der gemeinen Leute definiert hat, indem er sie auch unter anderem als „[…] Gottis rechte schuller […]“ bezeichnet, erläutert er nun ihre Stellung zu Gott. Sie sollen sich „[…] in der forcht Gotis“ üben, das heißt, die Ehrfurcht gegenüber Gott wieder erlangen. Den Schriftgelehrten, die, obwohl sie die Offenbarung Gottes auslegen, aber nicht daran glauben, soll man vorsichtig gegenüber stehen. Das Wort Gottes komme durch den Heiligen Geist nur zu den tugendhaften Menschen. Daher war es Nebukadnezar versagt, seinen Traum zu behalten oder gar zu verstehen. Die Offenbarung Gottes, die sich durch Visionen und Träume zeigt, vergleicht Müntzer mit einem Acker „[…] voll disteln und dornen […]“. Dieser ist somit schwierig und verbunden mit Leid. Jedoch zeugt das Leben der einfachen Bevölkerung mehr von empirischem Leid und ist somit besser auf das Durchschreiten des Ackers, der Offenbarung, vorbereitet. Außerdem offenbare sich Gott ständig den Auserwählten, und der Geist wirke in der Welt weiterhin. In diesem Abschnitt wird auch die Rolle des Heiligen Geistes als ein über der Schrift stehendes Medium deutlich. Jedoch für Calvin und Luther stand u. a. die sola scriptura, die Schrift als Grundlage des Glaubens, im Mittelpunkt ihrer Theologie. 
In diesem Zusammenhang muss auch herausgestellt werden, welche Möglichkeiten die Bezeichnung „auserwähltes Volk“ bot. Müntzer erhebt die einfache Bevölkerung zu einem wahren Diener Gottes, sie steht somit über ihren Landesfürsten, denen er ja vorher gottloses Verhalten zur Last legte, und es kommt zu einer Aufbesserung ihrer persönlichen Geltung. Es ist ihm somit möglich, den größten Teil der Bevölkerung anzusprechen und einen göttlichen Gegenpart zur Obrigkeit zu schaffen. Diese ist – wie im weiteren Verlauf klar wird – jedoch noch in der Lage, sich den Auserwählten anzuschließen und wird dazu im Schlussteil aufgerufen. In diesem Abschnitt zeigt sich auch Müntzers Verständnis von der Aufgabe eines Predigers: Er muss seiner Gemeinde den Willen Gottes näher bringen, ihr Bewusstsein für die göttliche Offenbarung schärfen und ihr Handeln in die gottgewollten Bahnen lenken. 
Im Zusammenhang mit der Verteidigung der Visionen (besonders gegenüber „[…] bruder mastschwein und bruder sanffteleben […]“, Luther) als Teil des Heilsplans berichtet Müntzer von der Angst des Propheten Paulus, in Korinth zu predigen. Gott versichert ihm jedoch, dass ihm nichts widerfahren würde. Somit werde auch Müntzer, als neuer Verkünder des Wort Gottes, und seinem auserwählten Volk kein Schaden zugefügt werden. In dieser Passage stärkt Müntzer seine eigene persönliche Rolle, aber vielmehr unterstreicht er noch den Status der Auserwählten, da diese sich auf einen gottesfürchtigen Anführer stützen könnten, der – sozusagen – auch von Gottes Gnaden sei.

### Die Rolle der weltlichen Fürsten
Nach der Auslegung Müntzers ist das letzte und vierte Reich das Heilige Römische Reich, das durch Eisen und Ton symbolisiert wird und das somit stark sein will, aber dessen Basis porös ist. Außerdem habe sich die Herrschaft der weltlichen und geistlichen Fürsten vermischt, was durch einen Haufen von zusammen gewundenen Aalen (Weltliche) und Schlangen (Geistliche) bildhaft dargestellt wird. Hier wird nun auf den Traum Nebukadnezars zurückgegriffen: Der Stein, der die Macht Gottes darstellt, ist gewachsen und wird nun von den „[…] armen leien und bawrn […]“ deutlicher erkannt. Diese provokante Äußerung, dass die einfachen Leute fähiger sind, die Macht Gottes zu erfahren als die Fürsten, wird in den nächsten Zeilen etwas relativiert. Mit dem Ausspruch: „Drumb, yhr thewren regenten von Sachssen, tretet keck auff den eckstein […]“ eröffnet Müntzer den Fürsten die Möglichkeit, sich noch der Bewegung anzuschließen, denn auch Gott begünstige diese und das Volk stände hinter ihnen. Auch das direkte Anreden der fürstlichen Machthaber durch Müntzer zeigt deutlich, wie viel ihm an deren Beteiligung liegt. Hingegen verzichtet er auf eine übermäßige Betonung seiner Untertänigkeit, wie sie sich beispielsweise in vergleichbaren Texten Luthers findet. 
Man benötige jedoch einen neuen Daniel, der den Fürsten ihre Aufgabe kundtun müsste und der sich dann an die Spitze dieser Bewegung stellen würde. Dass der erste Teil schon durch Müntzer erfolgte, indem er den Fürsten den Willen Gottes erklärt, steht außer Frage; jedoch wird hier auch Müntzers Wunsch deutlich, selbst die Leitung der anstehenden Reformen zu übernehmen. Nun folgt allerdings die Frage bezüglich der Stellung der Fürsten im weltlichen Gefüge. Auch hier greift Müntzer auf den Römerbrief, Kapitel 13 zurück. Die weltliche Obrigkeit sei zwar von Gott eingesetzt, verfüge aber nicht über das Recht, sich in geistliche Angelegenheiten einzumischen. Beim Kampf gegen die Gottlosen könne sich die Obrigkeit dann auf Gott verlassen, denn er „[…] wirt all ewr widdersacher zu drummern schlaen […]“, und somit werde den Fürsten kein Leid geschehen. Aber Leid soll die Feinde des wahren Glaubens erreichen, und die Fürsten müssten Auserwählte und Ungläubige trennen, denn sie seien die Mittler. Wenn sie jedoch nicht ihre gottgewollte Aufgabe annehmen und nicht mithilfe des Schwertes Gottes Reich auf Erden verteidigen, soll ihnen das Schwert „[…] sunst in der scheyden vorrusten“. Ihre weltliche Macht, symbolisiert durch das Schwert, das verrostet, also unbrauchbar wird, soll ihnen somit genommen werden. Denn – hier wird mit Röm 13 argumentiert – das Schwert sei den Regenten nur von Gott gegeben worden, um die frommen Menschen zu schützen und um das Böse zu strafen. Nach der Formulierung ihrer primären Aufgabe, nämlich die wahre Christenheit zu verteidigen, räumt er jedoch ein, dass dieser Weg durch Anfeindungen und durch Leid geprägt sein wird. Aber Gott wird ihnen in ihrem Kampf beistehen.
Hier eröffnet sich auch die enorme Tragweite der Argumentation Müntzers: Durch den Kampf für Gott, für den wahren Glauben, wird ihnen Seligkeit zuteilwerden, und dies impliziert auch eine Art Absolution. Dass die Menschen daran interessiert waren, zeigt auch der hohe Bedarf nach Ablass. Auffällig sind in den nächsten Passagen die vielen Bibelzitate. Damit sollen seine unerhörten Aussagen ihre Bestätigung finden und, da sie aus dem Buch Gottes stammen, als gottgewollt erscheinen. 
Ein weiteres Mittel Müntzers, seine Forderungen göttlich zu legitimieren, sind die Beispiele des Paulus und der Israeliten. Der Apostel Paulus bekämpfte die Abgötterei, also die Götzenbilder, auf Befehl Gottes, und die Israeliten nahmen das Schwert, um in das Gelobte Land zurückzukehren. Nun sollen auch die Fürsten das Schwert nehmen, um „[…] die gotlosen zu vertilgen, Rom. am 13.“ Wenn sie diese Aufgabe jedoch nicht übernehmen, soll ihnen das Schwert, die Macht genommen werden. Auch werde man „[…] die gotlosen regenten, sunderlich pfaffen und monche todten […]“. Müntzer gibt den Menschen somit ein Widerstandsrecht, wenn die Fürsten ihrer gottgewollten Aufgabe nicht nachkommen. Im Gegenzug wird dem Volk auch eine Widerstandspflicht auferlegt, denn es muss – wenn nicht die Obrigkeit die Initiative ergreift – selbst handeln und folglich gegen die Fürsten vorgehen. Nach dieser Argumentation, die sich immer noch auf Daniel, Kapitel 2 und auf das 13. Kapitel des Römerbriefes bezieht, endet Müntzer mit einer Aufforderung: „Seyt noer keck!“ Mit diesem wiederholten Aufruf, sich der Bewegung der Auserwählten anzuschließen, verdeutlicht Müntzer nochmals sein eigentliches Vorhaben. Er hofft auf die Unterstützung der sächsischen Fürsten im Kampf gegen die gottlos gewordene Obrigkeit. Als Drohung verwendet er seine Auserwählten, die nun der fürstlichen Herrschaft entgegentreten können.

## Intention der Predigt
Das gemeine Volk wird durch Müntzer zu einem göttlichen gemacht, und es obliegt seiner Verantwortung, als neuer Prophet dieses zum wahren Glauben zurückzuführen und den Ursprung der christlichen Kirche wiederherzustellen. Der Status der Auserwählten erlaubt es Müntzer – wie schon vorher erwähnt –, das Selbstbewusstsein des Volkes und seiner zukünftigen Anhängerschaft zu stärken. Es wird zu etwas Besonderem erhoben. Dies geschieht zunächst durch die Bezeichnung als Auserwählte, ihre neue Stellung zu Gott als Schüler und mithilfe der Identifikationsmöglichkeit über das Leid, das ein Bestandteil der Erkenntnis ist. Natürlich hatte die Argumentation für die Bevölkerung einen hohen Reiz, zumal eine willkürliche Herrschaft der Fürsten überwunden werden konnte und ihnen ein Widerstandsrecht gegeben wurde, das sie in eine neue, selbstverantwortliche Lage versetzte. Müntzer schafft eine persönliche Beziehung zu den Menschen, zumal er Prediger ist und augenscheinlich das wahre Wort Gottes verkündet und dies auch nun auf Deutsch tut. Er erhofft sich von den Menschen Unterstützung für sein Vorhaben und bringt es ihnen durch Bildhaftigkeit, Selbstbestärkung und durch die Bibel als Offenbarung Gottes näher. 
Die Konsequenz aus der Stärkung des gemeinen Mannes ist nicht gleichzeitig das Verwerfen einer Beteiligung der Obrigkeit. Vielmehr versucht Müntzer, den Interessen der Regenten entgegenzukommen. Ihnen sichert er Schadensfreiheit dadurch zu, dass Gott ihnen zur Seite stehen wird, und bietet ihnen noch eine weitere verlockende Aussicht: Die Absolution. Ähnlich wie bei den Kreuzzügen soll der Kampf auf Erden mit einem Platz im Himmel vergolten werden. Die Seligkeit, die man erlangt, wenn man sich auch in der größten Not – wie bei einem Kampf mit anderen Fürsten – auf Gott verlässt, wird dann nicht nur irdisch belohnt, sondern auch im Himmel. Wenn sie jedoch nicht den Auserwählten beitreten, wird ihnen und allen anderen Gottlosen Schaden zugefügt werden. Hier ist Müntzer in seiner Argumentation sehr konsequent, denn eine Reform wird entweder mit oder ohne die Fürsten stattfinden, nur wird der Ausgang ohne deren Beteiligung sehr folgenschwer für sie sein. Aber bevor es so weit kommen muss, können die Fürsten noch Müntzer folgen und es dem König Josia und dem babylonischen Herrscher Nebukadnezar gleichtun und ihre wahre Bestimmung durch Gott erkennen. 
Die aus der Argumentation des Thomas Müntzer heraus entstandenen Veränderungen in der gesellschaftlichen, politischen und religiösen Vorstellung – wie das Widerstandsrecht – und die daraus resultierende neue Anschauungsweise markieren auch eine Grenze in der Historie. Es ist ein Zeugnis für die Betrachtung des Volkes und der Obrigkeit am Übergang zur Neuzeit.